# Idioma pilagá
El pilagá (pitelara laqtaq) es una lengua perteneciente a la familia lingüística mataco-guaicurú. La hablan aproximadamente 4000 personas que habitan en los valles de los ríos Bermejo y Pilcomayo, en el sector occidental de la provincia de Formosa, en el noreste de Argentina.

## Contexto sociocultural
La distribución geográfica de las comunidades está impregnada por la organización social panchaqueña de las bandas. Según Braunstein (1983), entre los grupos chaqueños varias bandas constituyen una 'tribu', identificada por un nombre común y asociada por matrimonio e intercambio. Afirma que las tribus han sido preferiblemente endógamas, con residencia postmarital uxirolocal. Entre los pilagás las tribus se han identificado con nombres de animales regionales y estas denominaciones tradicionales persisten en la actualidad.
Como muchos antropólogos han notado, los grupos del Chaco, incluido los pilagás, han sido cazadores-recolectores. La caza incluye la pesca y la recolección de miel. La caza es exclusivamente del dominio de los hombres, mientras que la recolección de frutas silvestres, palmitos, mezquite (prosopis sp.) y leña es realizada regularmente por mujeres. Los principales animales cazados son especies de venados y armadillos. Entre los especímenes de peces se encuentran el surubí (Pseudoplatystoma corruscans), el pacú (colossoma mitrei) y el dorado (salminus maxillosus).
Con el avance del contacto europeo desde la conquista, y con el establecimiento en diferentes épocas de colonias, granjas y misiones, los grupos chaqueños, incluido los pilagás, comenzaron a perder sus territorios. Se limitaron a porciones más pequeñas de tierras y, como consecuencia, descontinuaron sus actividades de cazadores-recolectores. Hoy, con la sedentarización, los pilagás combinan prácticas tradicionales con el cultivo de la tierra y la cría de ganado a pequeña escala, el comercio de cestería, tapices y artefactos de madera.

## Afiliación genética del lenguaje
El idioma pilagá pertenece a la agrupación de idiomas mataco-guaicurúes que se hablan en el Gran Chaco de América del Sur. La palabra Chaco, de origen quechua, significa "territorio de caza" (Cordeu y Siffredi 1971: 5). El Gran Chaco cubre un área de aproximadamente 1 millón de kilómetros cuadrados, de los cuales el 50% se encuentra en tierras argentinas, y la otra mitad se distribuye entre Paraguay, Bolivia y Brasil (Karlin et al. 1994). De los seis idiomas que se dice que pertenecen a esta familia, solo se hablan actualmente cuatro: kadiwéu (o caduveo), mocoví, pilagá y toba. Los otros dos, abipón y mbayá se extinguieron hace más de un siglo.

## Grado de peligro
El idioma pilagá tiene un buen nivel de vitalidad, ya que es el primer idioma que los niños adquieren antes de comenzar la escuela. Sin embargo, el Ministerio de Educación de Formosa no ha desarrollado programas educativos o programas de estudios bilingües claves para el pilagá. Solo seis de las dieciséis escuelas de la zona tienen ayudantes que hablan pilagá trabajando junto con maestros certificados como traductores. Además, el programa es bastante ineficaz por falta de alcance o secuencia para la instrucción del pilagá y tiene pocos materiales didácticos.
Aunque el uso del pilagá en la comunicación diaria entre adultos connota solidaridad, los hablantes más jóvenes aparentemente usan el cambio de código para llenar los vacíos en su conocimiento del idioma vernáculo. Las áreas donde el idioma y las tradiciones pilagás se conservan mejor son las comunidades rurales. Sin embargo, la falta de educación en el idioma nativo para los niños pilagás hace que el futuro del idioma no esté garantizado.

## Fonología y ortografía
El inventario incluye obstruentes y sonorantes, totalizando dieciocho fonemas consonantes y cuatro vocales. En 1996 fue diseñado el sistema ortográfico utilizado actualmente.

### Consonantes
|             |             | Labial | Alveolar | Palatal | Velar | Uvular | Faríngea | Glotal |
| ----------- | ----------- | ------ | -------- | ------- | ----- | ------ | -------- | ------ |
| Oclusiva    | sin voz     | p      | t        |         | k     | q      |          | ʔ      |
| Oclusiva    | con voz     |        | d        |         | ɡ     |        |          |        |
| Africada    | Africada    |        |          | tʃ      |       |        |          |        |
| Fricativa   | Fricativa   |        | s        |         |       |        | ʕ        | h      |
| Lateral     | Lateral     |        | l        | ʎ       |       |        |          |        |
| Nasal       | Nasal       | m      | n        | ɲ       |       |        |          |        |
| Aproximante | Aproximante | w      |          | j       |       |        |          |        |

### Vocales
|         | Anterior | Posterior |
| ------- | -------- | --------- |
| Cerrada | i        |           |
| Media   | e        | o         |
| Abierta |          | a         |

- Consonantes: p,  t, ch, k,q, ʔ, d, g, ʕ, h, l, ll, m, n, ñ, w, y
- Vocales: a, e, o, i